# Cá gộc sáu râu
Cá gộc sáu râu (danh pháp hai phần: Polydactylus sexfilis) là một loài cá gộc sinh sống chủ yếu ở vùng nước sạch quanh các đảo đại dương ở vùng nước nhiệt đới Đại Tây Dương và Thái Bình Dương. Nó được biết đến từ Mauritius, Seychelles, Kenya và nhiều hòn đảo của phía bắc Ấn Độ Dương, sau đó từ Indonesia bắc đến các đảo Ryukyu, Ogasawara và Yaeyama và phía đông đến quần đảo Hawaii, Polynesia thuộc Pháp và Pitcairn. Đã không được thu thập ở Úc. Nó có chiều dài đến 61 cm. Trọng lượng đã xuất bản tối đa là 3,17 kg.
Chúng sinh sống ở độ sâu từ 1-50 mét, thông thường ở độ sâu 20-50 mét.

## Hình ảnh

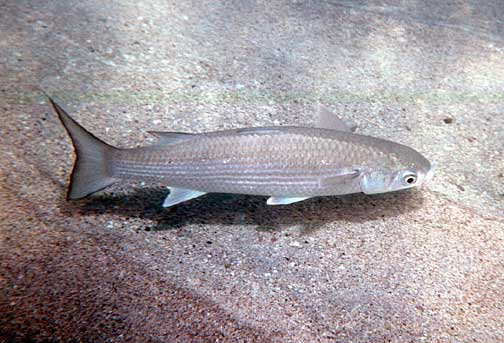
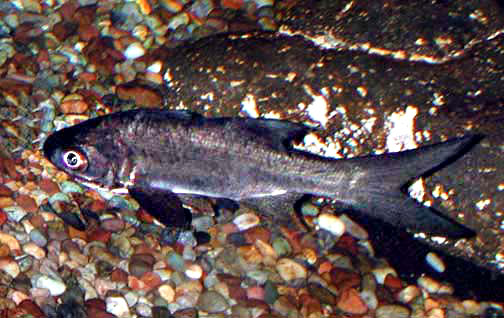
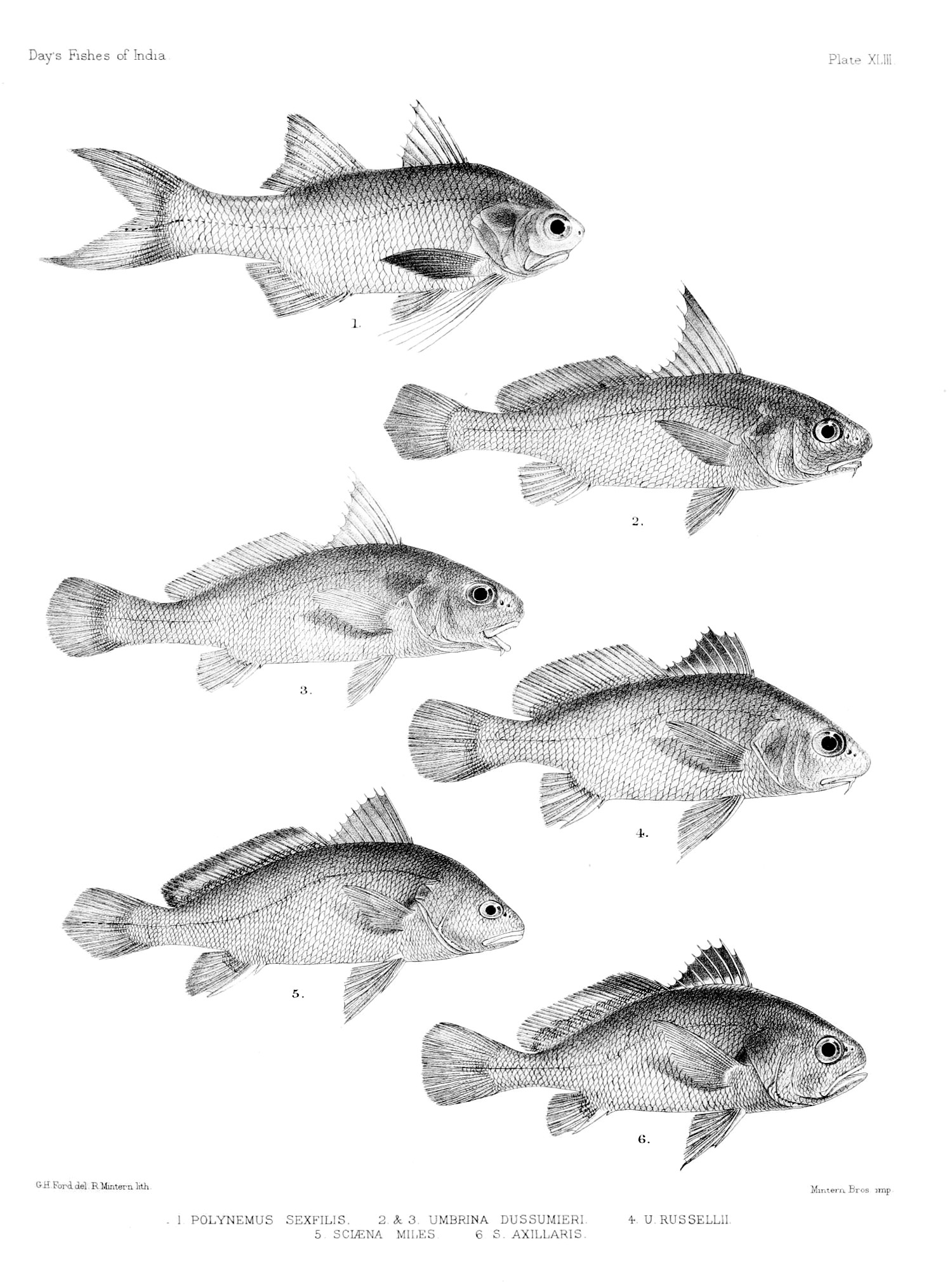